# Krim-Gedenkkirche

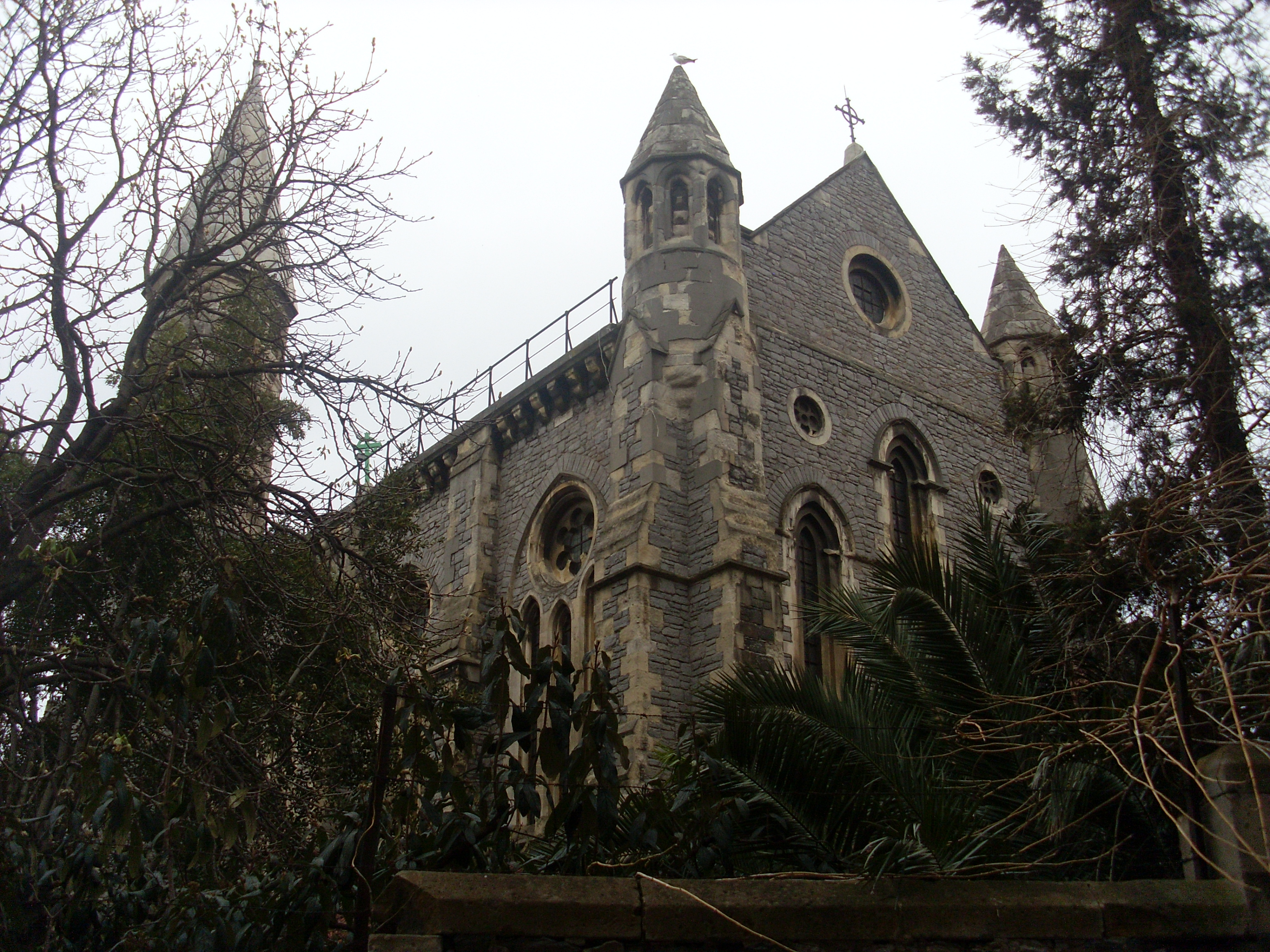
Krim-Gedenkkirche, 2013

Die Krim-Gedenkkirche (englisch Crimean Memorial Church,  türkisch Kırım'ı Anma Kilisesi oder auch Maria Kilisesi), auch bekannt als Christuskirche, ist ein Kirchenbau der Kirche von England im Stadtteil Beyoğlu (ehemals Pera) in Istanbul.

## Geschichte

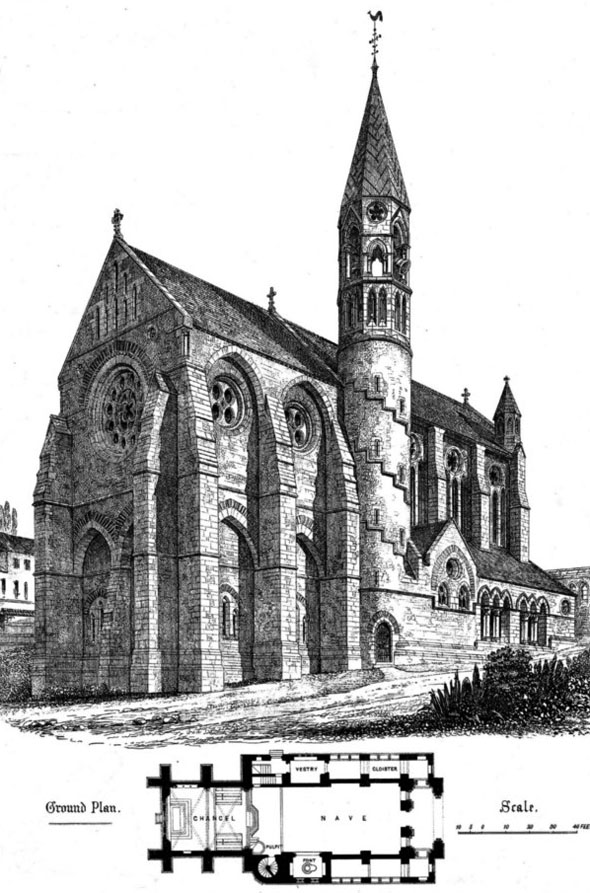
Krim-Gedenkkirche, Istanbul

Die Kirche wurde auf einem vom osmanischen Sultan Abdülmecid I. gespendeten Landstück zwischen 1858 und 1868 zum Gedenken an die am Krimkrieg ab 1853 beteiligten britischen Soldaten erbaut.
Die Idee der Errichtung einer Gedenkkirche in Konstantinopel wurde zuerst 1856 aufgegriffen. Den dazu ausgerufenen Architektenwettbewerb gewann William Burges. Allerdings führten Flügelkämpfe im Annahmekomitee, gepaart mit Bedenken in Bezug auf die vorgeschlagene „unenglische“ Stilarchitektur dazu, dass er 1863 als Architekt vom Posten entfernt und durch George Edmund Street (1824–1881) ersetzt wurde. Die Kirche wurde am Ende des 19. Jahrhunderts vollendet und im Jahre 1978 wegen der zu kleinen anglikanischen Gemeinde geschlossen. Sie wurde im Jahre 1991 wiedereröffnet.